# Педлино
Пе́длино (фин. Pietilä) — деревня в Гатчинском муниципальном округе Ленинградской области.

## История
На карте Санкт-Петербургской губернии Я. Ф. Шмидта 1770 года упоминается как деревня Пертелево.
На карте Санкт-Петербургской губернии А. М. Вильбрехта 1792 года — как деревня Петлина.
Деревня являлась вотчиной императрицы Марии Фёдоровны из которой в 1806—1807 годах были выставлены ратники Императорского батальона милиции.
На «Топографической карте окрестностей Санкт-Петербурга» Военно-топографического депо Главного штаба 1817 года она обозначена как деревня Слобода Петлина, состоящая из 12 крестьянских дворов
Две смежные деревни под общим названием Петлина из 7 дворов упоминаются на «Топографической карте окрестностей Санкт-Петербурга» Ф. Ф. Шуберта 1831 года.

ПЕТЛИНО — деревня принадлежит ведомству Гатчинского городового правления, число жителей по ревизии: 42 м. п., 41 ж. п. (1838 год)

На картах Ф. Ф. Шуберта 1844 года и С. С. Куторги 1852 года деревня была названа Петлина.
На этнографической карте Санкт-Петербургской губернии П. И. Кёппена 1849 года она обозначена как деревня «Pietilä», расположенная в ареале расселения савакотов. В пояснительном тексте к этнографической карте она записана как деревня Pietilä (Петлино) и указано количество её жителей на 1848 год: савакотов — 36 м. п., 48 ж. п., всего 84 человека.

ПЕДЛИНО — деревня Гатчинского дворцового правления, по просёлочной дороге, число дворов — 11, число душ — 37 м. п. (1856 год)

Согласно «Топографической карте частей Санкт-Петербургской и Выборгской губерний» в 1860 году деревня называлась Педлино и состояла из 15 крестьянских дворов.

ПЕДЛИНО — деревня удельная при колодце, число дворов — 12, число жителей: 39 м. п., 57 ж. п. (1862 год)

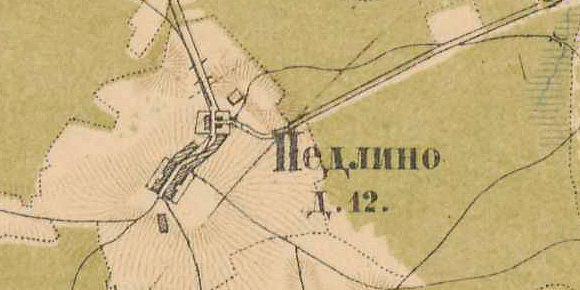
План деревни Педлино. 1885 год

В 1885 году деревня Педлино насчитывала 12 дворов.
В конце XIX — начале XX века деревня административно относилась к Гатчинской волости 2-го стана Царскосельского уезда Санкт-Петербургской губернии. Население деревни было исключительно финским.
К 1913 году количество дворов увеличилось до 16.
С 1917 по 1922 год деревня Педлино входила в состав Салюзского сельсовета Гатчинской волости Детскосельского уезда.
С 1922 года в составе Черновского сельсовета.
С 1923 года вновь в составе Салюзского сельсовета.
С 1924 года вновь в составе Черновского сельсовета
Согласно данным переписи населения СССР 1926 года в деревне Педлино Черновского сельсовета Троцкой волости Троцкого уезда проживали 164 человека, все финны.
С 1928 года в составе Войсковицкого сельсовета. В 1928 году население деревни Педлино также составляло 164 человека.

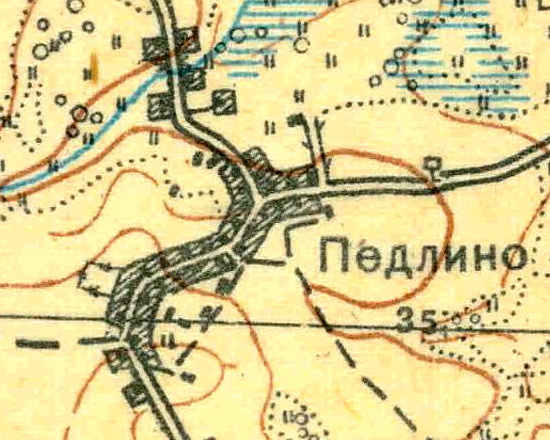
План деревни Педлино. 1931 год

Согласно топографической карте 1931 года деревня насчитывала 35 дворов.
По данным 1933 года деревня Педлино входила в состав Колпанского финского национального сельсовета Красногвардейского района.
В 1941 году в деревне был похоронен Андрей Васильевич Сохнов, закрывший своим телом амбразуру дзота, «тем самым обеспечив победу в бою за деревню Педлино и продвижение дивизии к Войсковицам».
Деревня была освобождена от немецко-фашистских оккупантов 24 января 1944 года.
С 1959 года в составе Пудостьского сельсовета. В 1959 году население деревни Педлино составляло 106 человек.
По данным 1966, 1973 и 1990 годов деревня Педлино также входила в состав Пудостьского сельсовета Гатчинского района.
В 1997 году в деревне проживали 14 человек, в 2002 году — 11 человек (русские — 64%, финны — 27%), в 2007 году — 10, в 2010 году — 41.

## География
Деревня расположена в северной части района к северу от автодороги 41А-102 (Войсковицы — Мариенбург).
Расстояние до административного центра поселения, посёлка Пудость — 17 км.
Расстояние до ближайшей железнодорожной станции Мариенбург — 8 км.

## Демография
| 1862 | 2007 | 2010 | 2017 |
| ---- | ---- | ---- | ---- |
| 96   | ↘10  | ↗41  | ↘12  |

### Национальный состав
Согласно данным Всероссийской переписи населения 2021 года в деревне проживали 150 человек, из них:
 русские — 36, финны — 1 человек, остальные национальность не указали.

## Садоводства
Градостроитель, Надежда.